# 동해시의 지질

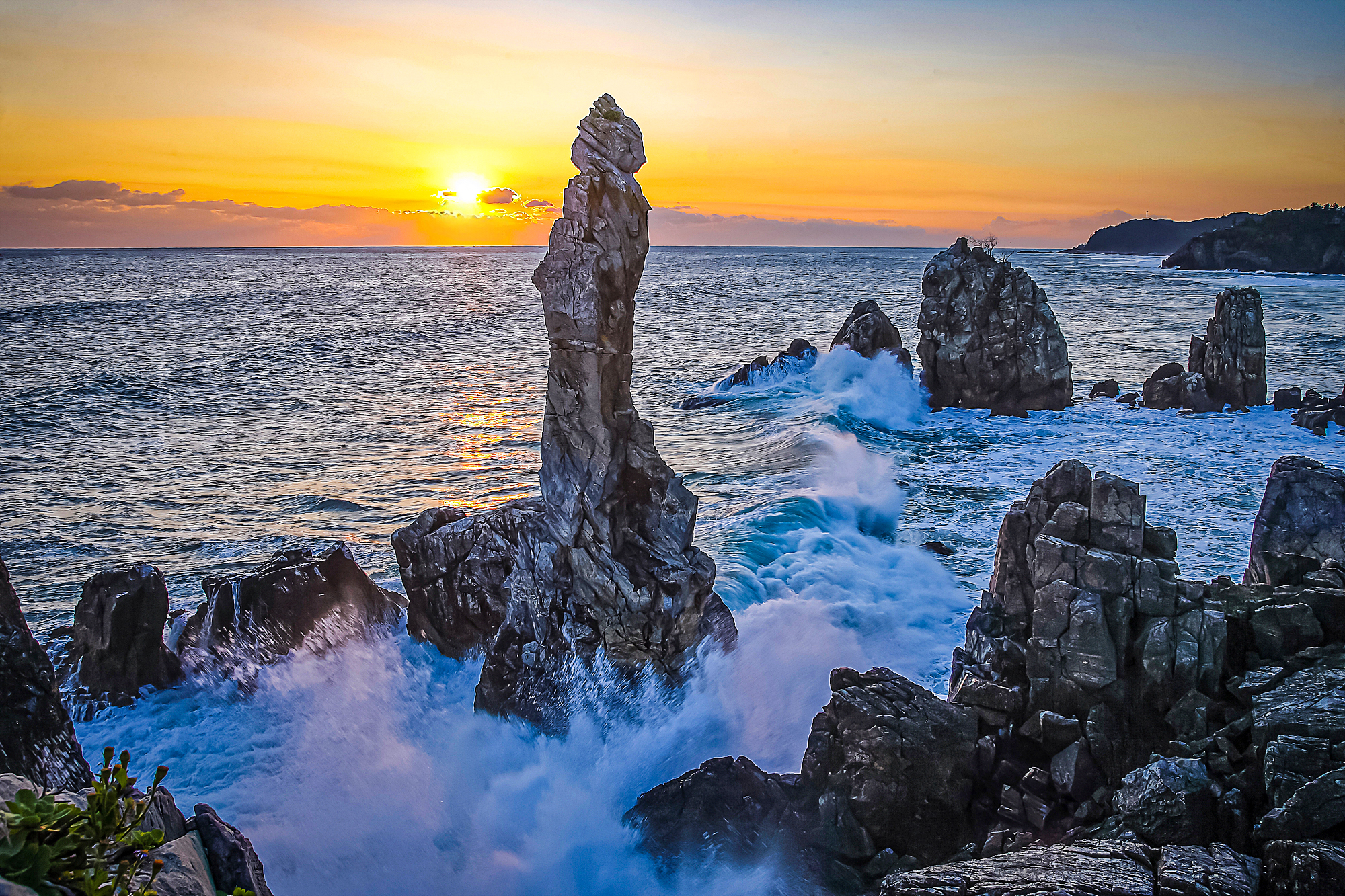
추암촛대바위의 석회암은 조선 누층군 대기층(풍촌 석회암층)에 해당한다.

본 문서에서는 대한민국 강원특별자치도 동해시의 지질과 추암촛대바위, 천곡황금박쥐동굴 등 지질유산에 대해 설명한다. 

## 개요
강원특별자치도 삼척시는 옥천 습곡대의 동부에 위치하나 동해시의 지질은 대부분 화강암으로 구성되며 이외에 선캄브리아기 태백산층군, 조선 누층군 태백층군과 신생대의 퇴적암이 분포한다. 동해시 내에서 조선 누층군의 석회암 지층인 대기층(풍촌 석회암층)에는 추암촛대바위, 천곡황금박쥐동굴과 같은 석회암 카르스트 지형이 발달하며 쌍용C&E 동해공장에서는 조선 누층군의 석회암을 채굴한다. 1:5만 지질도 상으로 
- 묵호 지질도폭(1962) 남부
- 삼척 지질도폭(1994) 북부 (삼화동 중동부, 이로동 남부, 쇄운동, 동회동-송정동 남부)[1]

에 해당한다. 

## 선캄브리아기
선캄브리아기 태백산층군은 원래 있던 퇴적암이 광역변성작용에 의해 편암으로 변성된 후 2차 변성 작용에 의해 화강암질 편마암, 호상 편마암, 미그마타이트(혼성암)질 편마암 등으로 다시 변성된 변성퇴적암이다. 동해시 남서부 청옥산(1407 m)~두타산(1357 m) 지역에 분포하며 삼척시 하장면 지역으로 이어진다.

## 고생대조선 누층군

### 대기층(풍촌 석회암층)
대기층 또는 풍촌 석회암층은 조선 누층군의 주요 석회암 지층으로 동해시 내에서는 추암촛대바위가 있는 추암동~구호동 지역과 천곡동굴이 있는 천곡동~용정동 지역에 분포한다. 풍촌 석회암층은 암회색 내지 청회색, 유백색 석회암과 돌로마이트질 석회암으로 구성되며 곳에 따라 담홍색 석회암 또는 대리암과 석회질셰일을 협재한다. 추암촛대바위와 천곡동굴 같은 석회암 카르스트 지형을 형성한다. 또한 쌍용C&E 동해공장에서는 풍촌 석회암층의 석회암을 채굴해 시멘트를 생산한다.

### 추암촛대바위
추암촛대바위는 지질학적으로 고생대 초기 캄브리아기의 조선 누층군 대기층(풍촌 석회암층)으로 구성되어 있다. 추암촛대바위 해안의 카렌 지형은 국내의 대표적인 해안 카르스트 지형에 해당하며 해식동굴과 시스텍 등이 발달한다.
추암촛대바위 일대의 풍촌 석회암층

### 천곡황금박쥐동굴
천곡황금박쥐동굴(Cheongok Golden Bat Cave) 또는 천곡동굴은 대한민국 강원특별자치도 동해시 천곡동의 고생대 조선 누층군 대기층(풍촌 석회암층)에 발달하는 석회암 동굴이다. 북평여자고등학교 맞은편에 위치한 천곡동굴은 주택지 개발 중 발견된 동굴로 종유석, 석순 등이 발달하며, 배후 산지에는 돌리네와 우발라 같은 카르스트 지형이 발달한다.
1991년 6월에서 천곡동 신시가지 기반조성과 인근 아파트 공사를 하던 중 우연히 발견되었다. 이후 발견된 장소의 지명을 따라 자연스럽게 천곡동굴이란 명칭이 붙었다. 2005년 천곡동굴 안에서 멸종위기종 제1호로 지정한 황금박쥐(붉은박쥐)가 나타나서 주목을 받기도 하였다.
천곡동굴은 1991년 6월 24일 천곡동 신시가지 조성 공사 중 발견되어 몇 차례의 탐사 후 학술적 가치를 인정받아 1991년 8월 이후 총연장 1400 m 중 700 m 구간이 개발되어 공공에 개방되었다. 천곡황금박쥐동굴은 한국에서 유일하게 도시 중심부에 위치한 동굴이며 천정 용식구, 커튼형 종유석, 석회화폭포 등 학술적 가치와 신비함을 지니고 있어 지질학에 대한 최적의 자연 학습장이다.
천곡동굴은 고생대 초기의 퇴적암 지층 고생대 조선 누층군 대기층(풍촌 석회암층) 내 석회암에 발달한다. 풍촌 석회암층은 천곡동굴 뒤편 야산에도 드러나 있으며 이 야산에는 돌리네와 같은 석회암 카르스트 지형이 발달한다. 지표의 카르스트 지형과 천곡동굴은 서로 밀접하게 연결되어 있다.
천곡황금박쥐동굴 내부와 주변의 풍촌 석회암층
- 천곡동굴 입구
- '엄지척' 석순
- 석순과 석주가 만나고 있다
- 동굴 내 전시된 자수정
- 동굴 외부에 전시된 종유석
- 동굴 뒷산의 풍촌 석회암층 노두
- 동굴 뒷산의 돌리네 지형

## 중생대화강암

### 두타산
두타산(頭陀山)은 동해시 삼화동과 삼척시 하장면, 미로면에 걸쳐 있는 산이다. 부처가 누워있는 형상으로 박달령을 사이에 두고 청옥산을 마주 보고 있다. 입구에서 삼화동 남쪽으로 계곡을 들어가면 관광 코스로 유명한 무릉계곡이 나온다. 
두타산 정상은 선캄브리아기 태백산층군으로 구성되며, 무릉계곡은 화강암으로 구성된다. 강원특별자치도 동해시 삼화동에 있는 무릉계곡의 용추폭포는 3단으로 되어 있고 무릉계곡에는 무릉반(武陵盤)으로 불리는 거대한 화강암 반석이 있어 예로부터 많은 풍류객이 찾던 곳이며, 부근에는 삼화사(三和寺)가 있다. 1977년 국민관광지 제1호(강원특별자치도 고시 제77호)로 지정되었고, 2002년 산림청에서 선정한 한국의 100대 명산으로 지정되었다.
2008년 2월 5일에 호암소에서 용추폭포가 있는 곳까지 약 4km달하는 ‘동해무릉계곡’ 1.5km2는 명승 제37호로 지정되었다. 동해무릉계곡에 봉래 양사언의 석각과 매월당 김시습을 비롯한 수많은 시인묵객들의 시가 새겨져 있어 역사·문화적 가치가 뛰어나다. 또한 폭포 및 기암절벽들이 뚜렷한 절리 등 단열에 의해 형성되고 있고 쌍폭은 절리들이 교차하며 만들어지는 등 하천경관이 다양하고 특이하다.

## 신생대제3기북평 분지
북평 분지는 삼척시 북평동을 중심으로 분포하는 신생대 제3기의 퇴적 분지로 북평층과 북평 역암층/운곡동 역암층 2개 지층으로 구성된다. 조선 누층군을 부정합으로 덮는 북평층은 주로 회백색 이암으로 구성되며 중간에 석탄이 협재되고 전체 두께는 40~45 m이다. 북평 역암층 또는 운곡동 역암층은 주로 역암으로 구성되며 사암과 사질셰일, 셰일이 협재되고 전체 두께는 60~70 m이다. 북평층에서는 유공충과 규조류 화석(담수종 Melosira granulata, Stephandiscus astraea, Stephandiscus niagarae, Stauroneis phoenicutron, 기수종 Fragilaria bituminosa varieties, Ampora ovalis 등)이 발견되었다.

## 지질재해

### 2019년 동해 해역 지진
2019년 동해 해역 지진은 2019년 4월 19일 오전 11시 16분경 대한민국 강원도 동해시 북동쪽 54km 해역에서 발생한 규모 4.3의 지진이다. 이 지진으로 강원도에서 최대진도 IV가 감지되었으며, 대한민국 기상청은 북북서-남남동 방향의 역단층 운동 때문에 발생했다고 전했다.

## 같이 보기
- 한국의 지질
- 조선 누층군
- 추암촛대바위
- 천곡황금박쥐동굴
- 동해시